# Хазал Кая
Хазал Кая (на турски: Leyla Hazal Kaya) е турска актриса. Най-значимите ѝ роли са тези на Нихал от сериала „Забраненият плод“ и на Фериа от сериала „Огледален свят“.

## Ранен живот
Хазал Кая е родена на 1 октомври 1990 в Истанбул, Турция. Тя учи в основно училище в Газиантеп и се дипломира през 2010 в италианската гимназия в Истанбул. Хазал учи в университета Билги в Истанбул, продължава обучението си в града. Родителите ѝ, които са адвокати, се развеждат, когато тя е била на 7 години. Тя е въведена в света на актьорството на много млада възраст, а като дете взима уроци по цигулка и балет в продължение на 7 години. Хазал говори отлично английски и италиански, а учи четвърти език – немски.

## Кариера
През 2006 се снима в няколко епизода на сериала „Начинаеща вещица“. През 2007 играе една от водещите роли в сериала „Ангел пазител“. През 2008 играе ролята на Нихал Зиягил в „Забраненият плод“. Първият филм, в който участва – „Музикален танцьор“, е с участието на познат неин колега Селчук Йонтем.
Хазал играе ролята и на Фериа Йълмаз в „Огледален свят“ през 2011. Сериалът има един от най-високите телевизионни рейтинги в Турция, България, Румъния, Азербайджан, Иран, Пакистан, Афганистан. Същата година се снима в „Не мога да спя, когато има луна“. В края на 2012 участва в сериала „Последно лято“, но снимките на сериите са прекратени след заснемането на четири епизода. През 2013 играе главната роля в сериала „Изкушение“, но той също е прекратен след тринадесет епизода. През 2014 участва във филма „Възразявам“ в ролята на Зейнеп Булут. В световен мащаб е представена като една от „Най-влиятелните личности в света“.
През 2015 започва снимките на новия си сериал, „Марал“, в който също играе главната роля заедно с Арас Булут Йенемли. Установено е, че Хазал е десетата най-популярна актриса сред избрани актьори от 35 страни. През 2017 играе ролята на Филиз Елибол в сериала ,,,,Нашата история".

## Личен живот
От 2009 до 2010 Хазал се среща с Мехмет Аслан. След това две години се вижда с Джахит Баха Парс.
През 2011 актрисата обявява, че страда от диабет.
От 2013 Хазал се среща с актьора Али Атай.
През декември 2019 ражда сина си Фикрет Али Атай.

## Филмография

### Телевизия
| Година    | Заглавие                                | Роля         |
| --------- | --------------------------------------- | ------------ |
| 2006      | Завръщане                               | Берин        |
| 2006      | Тайната на камъка                       | Бенгю        |
| 2006      | Начинаеща вещица                        | Пелин        |
| 2007-2008 | Ангел пазител                           | Йозге        |
| 2008-2010 | Забраненият плод                        | Нихал Зиягил |
| 2011-2012 | Безхат Ч. Серийни престъпления в Анкара | Берна        |
| 2011-2012 | Огледален свят                          | Фериа Йълмаз |
| 2012      | Последно лято на Балканите 1912         | Емине        |
| 2013      | Изкушение                               | Азра Йозак   |
| 2015      | Марал: Моята най-красива история        | Марал Ердем  |
| 2017-2019 | Нашата история                          | Филиз Елибол |
| 2021      | Невъзможно                              | Гедже/Гюнеш  |

### Филми
| Година | Заглавие                         | Роля         |
| ------ | -------------------------------- | ------------ |
| 2011   | Музикален танцьор                | момиче       |
| 2011   | Бехзат Ч. Аз погребах сърцето си | Берна        |
| 2011   | На пълнолуние не мога да спя     | Хюля         |
| 2012   | Нека това бъде последният път    | Лале         |
| 2013   | Синя вълна                       | Арзу         |
| 2014   | Възразявам                       | Зейнеп Булут |
| 2016   | Разбити банки                    | Аслъм        |

### Реклами
| Година | Продукт    |
| ------ | ---------- |
| 2006   | Tofita     |
| 2007   | Nescafé    |
| 2007   | Molped     |
| 2007   | Turkcell   |
| 2008   | Eti Burçak |
| 2010   | Penti      |
| 2012   | Bingo      |
| 2014   | Lux Arabia |

### Участие в музикални клипове
| Година | Клип                               |
| ------ | ---------------------------------- |
| 2008   | Aslı Güngör – İzmir Bilir Ya       |
| 2011   | Selçuk Balcı – Deniz Üstünde Fener |

## Награди и номинации
| Година | Категория                               | Резултат   |
| ------ | --------------------------------------- | ---------- |
| 2010   | „Млад талант на годината“               | Печели     |
| 2011   | „Най-добра женска и мъжка роля“         | Печели     |
| 2011   | „Най-добра актриса в драматичен сериал“ | Печели     |
| 2011   | „Най-добра актриса“                     | Печели     |
| 2012   | „Най-добра актриса в сериал“            | Номинирана |
| 2012   | „Най-популярна женска роля в сериал“    | Номинирана |
| 2012   | „Най-добра актриса“                     | Печели     |
| 2012   | „Най-добра актриса“                     | Печели     |
| 2012   | „Най-добра актриса“                     | Печели     |
| 2013   | „Жена на годината“                      | Печели     |
| 2013   | „Най-добра актриса“                     | Номинирана |
| 2013   | „Най-добра комуникация с феновете“      | Печели     |
| 2013   | „Най-красиво екранно лице на Турция“    | Номинирана |
| 2013   | „Най-добра актриса“                     | Номинирана |
| 2013   | „Най-красива роля в Турция“             | Печели     |
| 2013   | „Най-добра актриса в сериал“            | Печели     |
| 2013   | „Най-добра ТВ актриса“                  | Номинирана |
| 2013   | „Актриса феномен“                       | Номинирана |
| 2013   | „Най-добра актриса“                     | Номинирана |
| 2014   | „Най-добра актриса в драматичен сериал“ | Номинирана |
| 2014   | „Най-добра актриса“                     | Номинирана |
| 2014   | „Актриса с най-голямо възхищение“       | Номинирана |
| 2014   | „Най-красива турска актриса“            | Номинирана |
| 2014   | „Най-красива актриса“                   | Номинирана |
| 2014   | „Актриса на годината“                   | Номинирана |
| 2014   | „Медал за високи постижения“            | Печели     |
| 2014   | „Спираща дъха жена“                     | Печели     |
| 2015   | „Най-красиво момиче в сериал“           | Номинирана |
| 2015   | „Най-добър изпълнител“                  | Печели     |
| 2015   | „Най-добра актриса“                     | Номинирана |
| 2015   | „Любима актриса“                        | Номинирана |
| 2015   | „Най-добра актриса“                     | Номинирана |
| 2016   | „Актриса с най-голямо възхищение“       | Номинирана |